# Словесные названия российского оружия/Р
Словесные названия российского оружия
А
Б
В
Г
Д
Е
Ё
Ж
З
И
К
Л
М
Н
О
П
Р
С
Т
У
Ф
Х
Ц
Ч
Ш
Щ
Э
Ю
Я
- «Равелин» — корабельная система обороны воздушных и морских рубежей
- «Равнодушие» — устройство для размножения перфолент П-118
- «Радаль» — самолётный радиодальномер
- «Радар» — унифицированный лазерный имитатор стрельбы и поражения 1К77 (для танков)
- «Радиан» — радиолокационный комплекс МРКП-58 (59)
- «Радиан» — радиостанция АСУ ПВО
- «Радиан» — система защиты
- «Радиан» — система автоматической охраны пусковых в РВСН
- «Радиан-1» — корабельная гидроакустическая станция миноискания МГ-509
- «Радий» — извещатель системы охраны
- «Радикал» — авиационная радиотехническая система ближней навигации А-312
- «Радиобарьер» — сигнализационный комплект
- «Радиоград» — РЛ-метеокомплекс МРЛ-5
- «Радиолуч» — РЛС 1Л117М
- «Радиус» — аппаратура командно-диспетчерской связи П-156
- «Радон» — вычислительная машина 5Э93
- «Радуга» — серия космических аппаратов (спасательная капсула на ОКС)
- «Радуга» — автоматическая система пожаротушения
- «Радуга» — обзорно-прицельная система для Ми-24
- «Радуга» — наземный стартовый комплекс 11К63
- «Радуга» — аппаратура наведения 9С475 комплекса 9К113
- «Радуга» — командная радиолиния ИАП ПВО
- «Радуга» — радиолокационная ГСН для ЗУР 5В11
- «Радуга» — гиперзвуковая ракета-лаборатория (на базе Х-22)
- «Радуга» — стабилизатор танкового вооружения
- «Радуга-Борт» — аппаратура командной радиолинии 5У15К
- «Разбег» — аппаратура криптографической защиты информации М-459
- «Разбежка» — модернизированная БМП-1
- «Разрыв» — артиллерийский КУВ 9К118 (9М119)
- «Разрыв» — аппаратура обеспечения стрельбы учебными артиллерийскими снарядами из пушки «Спрут-Б»
- «Ракета» — БРМ
- «Ракита» — радиовысотмер А-079-01
- «Ракурс» — малогабаритный тепловизионный модуль
- «Ракурс» — корабельная оптико-электронная прицельная станция СП-521
- «Ракурс» — прицел для стрелкового оружия 1П76
- «Ракушка» — бронетранспортёр БТР-МД на базе БМД-4 (Объект 955)
- «Рама» — комплекс средств КВ-УКВ радиоразведки (Р-381)
- «Рамка» — боевая машина поддержки танков БМПТ («Терминатор»)
- «Рамка» — корабельный радиопеленгатор
- «Рампа» — автоматическая баллистическая станция АБС-2С (1Б66)
- «Рампа» — мобильная защищённая многофункциональная баллистическая РЛС «Рампа-М-Т» на базе бронеавтомобиля «Тигр-М»
- «Рангоут» — корабельная РЛС целеуказания 4Ц30
- «Ранец» — переносная СВ-КВ приёмо-пеленгаторная станция Р-702
- «Ранжир» — унифицированный батарейный командный пункт 9С737
- «Рапан» — малогабаритный телеуправляемый подводный аппарат
- «Рапира» — 100-мм противотанковая гладкоствольная пушка МТ-12 (2А29)
- «Рапира» — 125-мм гладкоствольная танковая пушка Д-81-3 (2А46М)
- «Рапира» — авиационная система разведки
- «Рапира» — радиоприёмник-анализатор Р-731
- «Раскат» — военный вариант ракеты-носителя Н-1 (11А52) (проект)
- «Рассвет» — корабельная буксируемая ГАС
- «Рассвет» — геостационарный КА военной связи (проект)
- «Рассвет» — стыковочно-грузовой модуль МКС (МИМ-1)
- «Рассвет» — танковый тепловизионный прицел
- «Рассказ» — автоматизированный радиолокационно-технический пост для освещения наземной обстановки
- «Раструб» — корабельный ракетный комплекс УРК-5 (85РУ) [SS-N-14B Silex]
- «Ратник» — серия армейских автомобилей
- «Ратник» — 13-мм травматический револьвер
- «Рвя» — корабельная РЛС
- «Реактавр» — реактивная посадочная система ПРСМ-915 (ПРСМ-925)
- «Реалия» — разведывательно-сигнализационная аппаратура РСА 1К18
- «Реалия» — РЛ-запросчик ПЗРК «Игла»
- «Ребекка» — радиоприборный комплекс РПК-1М1 (1РЛ35М1)
- «Ребус» — кодо-блокировочное устройство (КБУ) спецбоеприпасов (ядерного оружия)
- «Ревень» — РЛС РУС-1
- «Регата» — станция активных помех (САП)
- «Редан» — РЛС управления береговой артиллерией
- «Редут» — комплекс управляемого танкового вооружения
- «Редут» — подвижный береговой ракетный комплекс [SSC-Scrubber]
- «Редут» — РЛС РУС-2
  - «Редут-40» — радиоулавливатель самолётов
  - «Редут-41» — радиоулавливатель самолётов
  - «Редут-К» — корабельный вариант одноантенного радиоулавливателя самолётов РУС-2
- «Редут» — средний танк Т-64А (объект 434 «Кедр»)
- «Режим» — блок защиты РЛС П-35
- «Резвый» — сторожевой корабль проекта 1135М [Krivak-II]
- «Резеда» — 360-мм безоткатное орудие (9М24) (батальонный тактический ракетный комплекс)
- «Резеда» — авиационная аппаратура РЭБ СПС-100
- «Резеда» — промежуточная многоканальная ДЦВ радиорелейная станция Р-402
- «Резистор» — радиотехническая система ближней навигации и посадки летательных аппаратов
- «Резонанс» — РЛС обнаружения малозаметных и низколетящих целей
- «Резонер» — ТРС станция Р-412АМ
- «Резчик» — ночной наблюдательный прибор ННП-23 (1ПН52)
- «Резюме» — тандемный кумулятивный выстрел ПГ-7ВР (7П28) к РПГ-7
- «Рейд» — радиостанция на ПЛ
- «Рейд» — РЛС МР-220
- «Рейд» — противоосколочный рейдовый костюм
- «Рейд-И» — флотский вариант радиостанции А-7
- «Рейс» — комплекс беспилотной тактической разведки ВР-3 (Ту-143); Ту-243
- «Река» — автомобиль-амфибия ВАЗ-2122
- «Рекорд» — опытный оперативно-тактический ракетный комплекс 9К77 (модернизация ОТРК 9К72)
- «Рекордсмен» — радиопеленгатор Р-303
- «Рекрут» — танковая СУО
- «Реликвия» — ночной бинокль БН-2
- «Реликт» — комплекс динамической защиты танка
- «Рельеф» — авиационная РЛС следования рельефу местности
- «Рельеф» — подвижный узел связи в мобильном РК РТ-15
- «Рельеф» — подвижный ракетный комплекс (9-А-2413) с КР РК-55 [SSC-X-4 Slinqshot]
- «Реостат» — передвижной пункт разведки и управления огнём артиллерии 1В119
- «Репер» — радиовысотомер РВ-5
- «Репер» — система постановки активных РЛ-помех
- «Репетитор» — тренажёр средств сигнализационного вооружения
- «Репетиция» — комплекс радио и звукоусилительного оборудования для озвучивания парадов и тренировок парадных расчетов 83т65
- «Ресурс» — серия КА зондирования Земли (17Ф41)
- «Рефлекс» — 125-мм танковый КУВ 9К119 (9М119; ЗУБК14) [AT-11 Sniper]
- «Рефрен» — навигационный тренажёр штурмана
- «Речник» — танковый ночной прибор ТКН-3М
- «Речь» — система радиоуправления спасательным катером «Фрегат»
- «Рея» — корабельная РЛС
- «Рея» — авиационная система радиоуправления спасательным катером
- «Ривьера» — лазерный целеуказатель-дальномер ЛЦД-2 (1Д22)
- «Рига» — комплекс средств автоматизации управления огнём буксируемой батальонной артиллерии 1В160
- «Рикша» — ракетно-космический комплекс
- «Ринг» — возимая КВ-УКВ радиостанция Р-181
- «Рион» — специальная переносная КВ радиостанция
- «Рион» — вертолётная спускаемая ГАС Ми-4РИ
- «Риони» — рулонный телеграфный аппарат РТА-6
- «Рист» — НАР ОАРС-210
- «Ритм» — корреляционно-фазовый пеленгатор
- «Ритм» — военные ЭВМ
- «Риф» — корабельный ЗРК (экспортный ЗРК «Форт») [SA-N-6 Grumble]
- «Риф» — корабельная РЛС обнаружения надводных целей
- «Риф» — ракета-носитель на базе БРПЛ РСМ-52 (проект)
- «Риф» — комплекс технических средств охраны для режимных объектов
- «Рица» — авиационная станция РТР и целеуказания
- «Робот» — самоходный ПТРК БТР-РД
- «Робот» — инженерная машина разграждения
- «Рогатка» — основной танк Т-72Б2 — модификация с модернизированным орудием 2А46М5
- «Роговица» — аппаратура контроля местоположения в групповом полёте А-326
- «Родон» — возбудитель радиопередатчиков КВ-УКВ диапазона Р-788-1
- «Родонит» — устройство преобразования сигнала
- «Родина» — проект лёгкого вертолёта Ка-12
- «Родиола» — комплекс подавления радиоуправляемых мин
- «Родник» — космический комплекс ведомственной связи
- «Родник» — переносной контрольно-слежечный КВ радиоприёмник Р-323М
- «Роза» — авиационная система единой индикации
- «Роза» — авиационная система постановки активных помех
- «Роза» — оптический взрыватель на ракете Р-55
- «Рой» — корабельная система управления артиллерией
- «Рой» — корабельная 30-мм автоматическая установка АК-630М1
- «Рокот» — ракета-носитель 14A02 на базе РС-18
- «Роман» — РЛС сопровождения 1Л36 (ЗПРК «Панцирь-С1»)
- «Роман» — перспективный ЗПРК
- «Ромашка» — авиационная антенно-фидерная система
- «Ромашка» — портативная радиостанция для связи наземных войск с авиацией
- «Ромашка» — ЗУР с ЯБЧ
- «Ромашка» — полевая окрасочная станция ПОС
- «Ромашка» — 152-мм специальный (ядерный) снаряд для пушек 2А36, 2С5
- «Ромб» — авиационная система ближней навигации РСБН-6С
- «Ромб» — авиационная станция общей РТР
- «Ромб» — экспортный вариант ЗРК «Оса»
- «Ромб» — КА 11Ф634 (для калибровки наземных РЛС)
- «Ромб» — проект самолёта (ЭМЗ Мясищева)
- «Ромб» — проект БПЛА на базе Ту-143
- «Ромб» — серия ёмкостных средств обнаружения для помещений
- «Россиянка» — система космического оружия на базе МБР
- «Росомаха» — перспективный ПТРК
- «Росток» — бронетранспортёр БТР-90 (ГАЗ-5923)
- «Росток» — автомобильная разведывательная станция АРС-3 (1РЛ29)
- «Роса» — разведывательный комплекс
- «Роса» — войсковая фильтровальная станция ВФС-2,5
- «Росич» — бронежилет
- «Рось» — вертолётная опускающаяся ГАС ВГС-3
- «Рось» — корабельная ГАС МГ-349
- «Рось» — танковый прицельный комплекс 1А43У на Т-64]БМ
- «Ротор» — КА детальной фоторазведки 11Ф691 («Зенит-4М»)
- «Ротор» — корабельная УКВ поисково-пеленгаторная радиостанция Р-728
- «Роульс» — оптический монокуляр со стабилизированным полем зрения ОМС-1
- «Ртуть-Б» — станция помех радиовзрывателям СПР-2 (1Л29)
- «Рубеж» — подвижный грунтовый ракетный комплекс с МБР РС-26
- «Рубеж» — подвижный береговой противокорабельный ракетный комплекс 4К40 [SSC-3 Sallen]
- «Рубеж» — тепловизионный прицел ПНК-2-42 (БМП-2)
- «Рубеж» — АСУ истребительного авиационного полка
- «Рубеж» — АСУ Пограничных Войск
- «Рубеж» — инфракрасная ГСН
- «Рубероид» — корабельный автоматизированный комплекс связи (на «Стерегущем»)
- «Рубин» — корабельная ГАС для ПЛ МГК-300
- «Рубин» — морской тральщик проекта 12660 (тип «Железняков») [Gorya]
- «Рубин» — авиационная РЛС обзора земной поверхности
- «Рубин» — радиовысотмер малых и больших высот А-075-04М
- «Рубин» — лазерный стрелковый тренажёр ЛТ-122ПМ (ИК)
- «Рубин» — 125-мм опытный танковый комплекс управляемого вооружения
- «Рубин» — проект КК многоразового использования («Буран»)
- «Рубин» — подвижная многоканальная ДЦВ радиорелейная станция РРЛ-6 (Р-400)
- «Рубин» — гидроакустический комплекс МГК-300
- «Рубидий» — авиационный радиоприцел РПБ-4; РММ-2
- «Рубидий» — авиационная панорамная РЛС
- «Рубидий» — большие разведывательные корабли проекта 1826
- «Рубикон» — корабельная ГАС МГК-400
- «Рубикон» — комплекс радиотехнической разведки
- «Рубикон» — аппаратура управления крылатой ракетой КСР-2
- «Рубикон» — авиационный прицельно-навигационный комплекс
- «Рубка» — корабельная РЛС МР-302
- «Руза» — РЛС в комплексе «Аргунь»
- «Руина» — машина начальника штаба дивизиона 1В111-1
- «Румб» — инерциальная навигационно-топогеодезическая аппаратура
- «Румб» — корабельный радиопеленгатор
- «Румб» — инерциальная навигационная система самолётов
- «Русалка» — корабельный магистральный КВ радиоприёмник Р-670 (мод. Р-250)
- «Русич» — серия колёсных тягачей
- «Руслан» — военно-транспортный самолёт Ан-124 [Condor]
- «Руслан» — спутниковая система связи
- «Русь» — автономный самоходный глубоководный аппарат пр. 16810
- «Русь» — ракета-носитель (проект)
- «Русь» — проект орбитальной космической станции
- «Русь» — проект самолёта
- «Рута» — радиолокационный прицел 1А31 на пушке МТ-12Р «Рапира»
- «Рута» — авиационный развед-корректировочный комплекс (Ми-2КР)
- «Ручей» — самоходная гидроакустическая мишень» — имитатор ПЛ МГ-64
- «Ручей» — комплекс военной связи на КА «Молния-1Т»
- «Ручей» — лёгкая подвижная малоканальная УКВ радиорелейная станция Р-401
- «Рым» — корабельная РЛС
- «Рым» — авиационная дальномерно-азимутальная система
- «Рысак» — комплект технических средств для несения службы пограничным нарядом
- «Рысь» — боевая разведывательная машина БРМ-3 на базе БМП-3
- «Рысь» — российская модификация итальянского бронеавтомобиля Iveco LMV
- «Рысь» — патрульный катер
- «Рысь» — станция артиллерийской разведки АРК-1 (1РЛ239)
- «Рысь» — ручной огнемёт РПО
- «Рысь» — РЛС управления огнём МР-104 АУ АК-230
- «Рысь» — 9-мм опытный пистолет-пулемёт (на базе АКС74У)
- «Рысь» — модульное тактическое снаряжение М15 (разгрузка)
- «Рысь» — ГАС
- «Рысь» — авиационный прицельно-навигационный комплекс
- «Рычаг» — авиационный комплекс РЭБ
- «Рэбовец Wall-e»» — мобильная гусеничная платформа для радиоэлектронного прикрытия штурмовых групп
- «Рябина» — КВ радиоприёмник Р-155П; Р-355
- «Рябина» — авиационная лазерно-ТВ прицельная станция
- «Рябина» — радиовысотомер А-069А ПКР Х-31А